# Marat Tasmaghanbetow
Marat Imanbajuly Tasmaghanbetow (kasachisch Марат Иманбайұлы Тасмағанбетов, russisch Марат Иманбаевич Тасмаганбетов Marat Imanbajewitsch Tasmaganbetow; * 20. August 1971 im Dorf Andrejewka, Oblast Koktschetaw, Kasachische SSR) ist ein kasachischer Politiker.

## Leben
Marat Tasmaghanbetow wurde 1971 im Dorf Andrejewka im heutigen Audan Ghabit Müssirepow in Nordkasachstan geboren. Er absolvierte 1994 ein Studium der Agrarwissenschaften am Landwirtschaftlichen Institut Kökschetau. Einen weiteren Abschluss erlangte er 2002 am Institut für Wirtschaft und Statistik in Almaty. 2014 absolvierte er außerdem die Russische Akademie für Volkswirtschaft und Öffentlichen Dienst beim Präsidenten der Russischen Föderation.
Seine berufliche Laufbahn begann er 1994 in einem staatlichen Landwirtschaftsbetrieb, wo er verschiedene Positionen durchlief. Ab 1998 arbeitete er dann in einem anderen Unternehmen. Im Oktober 2006 wechselte er in die Politik und war ab dem 20. Oktober des Jahres Äkim des Bezirks Ghabit Müssirepow in Nordkasachstan. Nach rund acht Jahren in diesem Amt wurde er nach dem Rücktritt von Tölegen Sakarijanow am 11. Oktober 2014 neuer Bürgermeister der Stadt Petropawl.
Seit März 2019 ist Tasmaghanbetow erster stellvertretender Äkim (Gouverneur) des Gebietes Nordkasachstan.